# José Calado
José António Calado da Silva (Lisbona, 1º marzo 1974) è un ex calciatore portoghese, di ruolo centrocampista.

## Carriera

### Club
Ha giocato nel campionato portoghese, spagnolo e al termine della carriera in quello cipriota.

### Nazionale
Con la Nazionale ha partecipato alle Olimpiadi nel 1996.

## Palmarès

### Club

#### Competizioni nazionali
- Segunda Liga: 1

Estrela Amadora: 1992-1993
- Coppa del Portogallo: 1

Benfica: 1995-1996